# فرودگاه صحرایی برادفورد (نیوجرسی)
فرودگاه صحرایی برادفورد (نیوجرسی) (به انگلیسی: Bradford Field (New Jersey)) یک فرودگاه خصوصی است که یک باند فرود چمن دارد و طول باند آن ۵۴۹ متر است. این فرودگاه در شهر فلمینگتون، نیوجرسی کشور ایالات متحده آمریکا قرار دارد و در ارتفاع ۱۶۲ متری از سطح دریا واقع شده‌است.